# Еирјаку
Еирјаку (永暦) је јапанска ера (ненко) која је настала после Хеиџи и пре Охо ере. Временски је трајала од јануара 1160. до септембра 1161. године и припадала је Хејан периоду. Владајући монарх био је цар Ниџо.

## Важнији догађаји Еирјаку ере
- 1160. (Еирјаку 1): У покушају да збаци царског канцелара Таиру но Кијоморија, Минамото но Јошитомо (1123–1160) је убијен а Јошитомова супруга, Токива Гозен је приморана да побегне из Кјота са своја три сина.[3]